# Référendum sur l'introduction de la prohibition en Norvège

Résultats du référendum

Le référendum sur l'introduction de la prohibition en Norvège est un référendum ayant eu lieu les 5 et 6 octobre 1919. Il porte sur l'introduction de la prohibition en Norvège. La prohibition en Norvège a été mise en place partiellement par une loi en 1917.
Le référendum a eu une participation de 66,5 %, avec 797 474 votants. 61,6 % des votants étaient favorables à la prohibition, soit 489 017 personnes, alors que 38,4 % ne l'ont pas souhaité, soit 304 673 personnes.
La prohibition a été abolie en 1927 à la suite du rejet du référendum sur le maintien de la prohibition en Norvège.